# Csúcsformában 3.
A Csúcsformában 3. (eredeti cím: Rush Hour 3) 2007-ben bemutatott harcművészeti akció-vígjáték, a Csúcsformában-filmsorozat harmadik része. A főszerepet ismét Jackie Chan (Lee rendőrfelügyelő) és Chris Tucker (James Carter nyomozó) alakítja. Rendezője Brett Ratner, forgatókönyvírója Jeff Nathanson. Roman Polański rendező is kapott egy kis szerepet a filmben mint egy francia rendőr, aki Lee és Carter ügyében segített.
A filmet 2007. augusztus 10-én mutatták az Amerikai Egyesült Államokban, Magyarországon szeptember 20-án az InterCom Zrt. forgalmazásában. A Csúcsformában 3. elkészítését hivatalosan 2006. május 7-én jelentették be, a forgatás július 4-én kezdődött. A projekt Párizsban és Los Angelesben játszódik. Az első és a második film kereskedelmi sikere után Tucker 25 millió dolláros fizetést kapott a filmben betöltött szerepéért, valamint a film profitjának 20%-át.
A film általánosságban vegyes véleményeket kapott a kritikusoktól, és világszerte több mint 258 millió dolláros bevételt hozott, ami a 140 milliós költségvetésével szemben jó eredmény.

## Cselekmény
A hírhedt kínai bűnszövetkezet, a Triád Los Angelesben meggyilkoltatja Han nagykövetet, aki fel akarta fedni az alvilági csoport egyik főnökének a kilétét. A sors tehát újra összehozza az amerikai Carter és a kínai Lee nyomozót. A rettenthetetlen páros a világméretű összeesküvés nyomába ered, ám egy idő után nemcsak a rejtély felderítésén kell fáradozniuk, hanem hogy megmentsék barátjuk, a nagykövet lányának életét – és a sajátjukat. A nyomok Párizsba vezetnek. A két zsaru nem járt még a fények városában, nem beszélik a nyelvet, de ez nem ok arra, hogy ne forgassák fel fenekestől a várost.

## Szereplők
| Színész           | Szerep                        | Magyar hang         |
| ----------------- | ----------------------------- | ------------------- |
| Jackie Chan       | Lee rendőrfelügyelő           | Háda János          |
| Chris Tucker      | James Carter nyomozó          | Barabás Kiss Zoltán |
| Szanada Hirojuki  | Kenji                         | Varga Gábor         |
| Yvan Attal        | George, a francia taxisofőr   | Hajdu István        |
| Zhang Jingchu     | Soo-Yung                      | Huszárik Kata       |
| Noémie Lenoir     | Geneviève / Sájsen            | Haumann Petra       |
| Youki Kudoh       | Dragon Lady Jasmine           | Pálmai Anna         |
| Tzi Ma            | Han nagykövet                 | Bezerédi Zoltán     |
| Henry O           | Jó mester                     | Kajtár Róbert       |
| Max von Sydow     | Varden Reynard                | Szokolay Ottó       |
| Philip Baker Hall | William Diel százados (cameo) | Uri István          |
| Dana Ivey         | Ágnes nővér                   | Illyés Mari         |
| Sun Mingming      | Kung-Fu óriás                 | Koncz István        |
| Julie Depardieu   | Paulette                      | Hirling Judit       |
| Oanh Nguyen       | Mi                            | Elek Ferenc         |
| Philippe Bergeron | Bakkara osztó                 | Várkonyi András     |
| Sarah Shahi       | Zoe                           | N/A                 |
| Roman Polański    | Commissaire Revi (cameo)      | Csuha Lajos         |

## Fordítás
- Ez a szócikk részben vagy egészben  a   Rush Hour 3 című angol Wikipédia-szócikk fordításán alapul.  Az eredeti cikk szerkesztőit annak laptörténete sorolja fel. Ez a jelzés csupán a megfogalmazás eredetét és a szerzői jogokat jelzi, nem szolgál a cikkben szereplő információk forrásmegjelöléseként.